# Peter Bagge

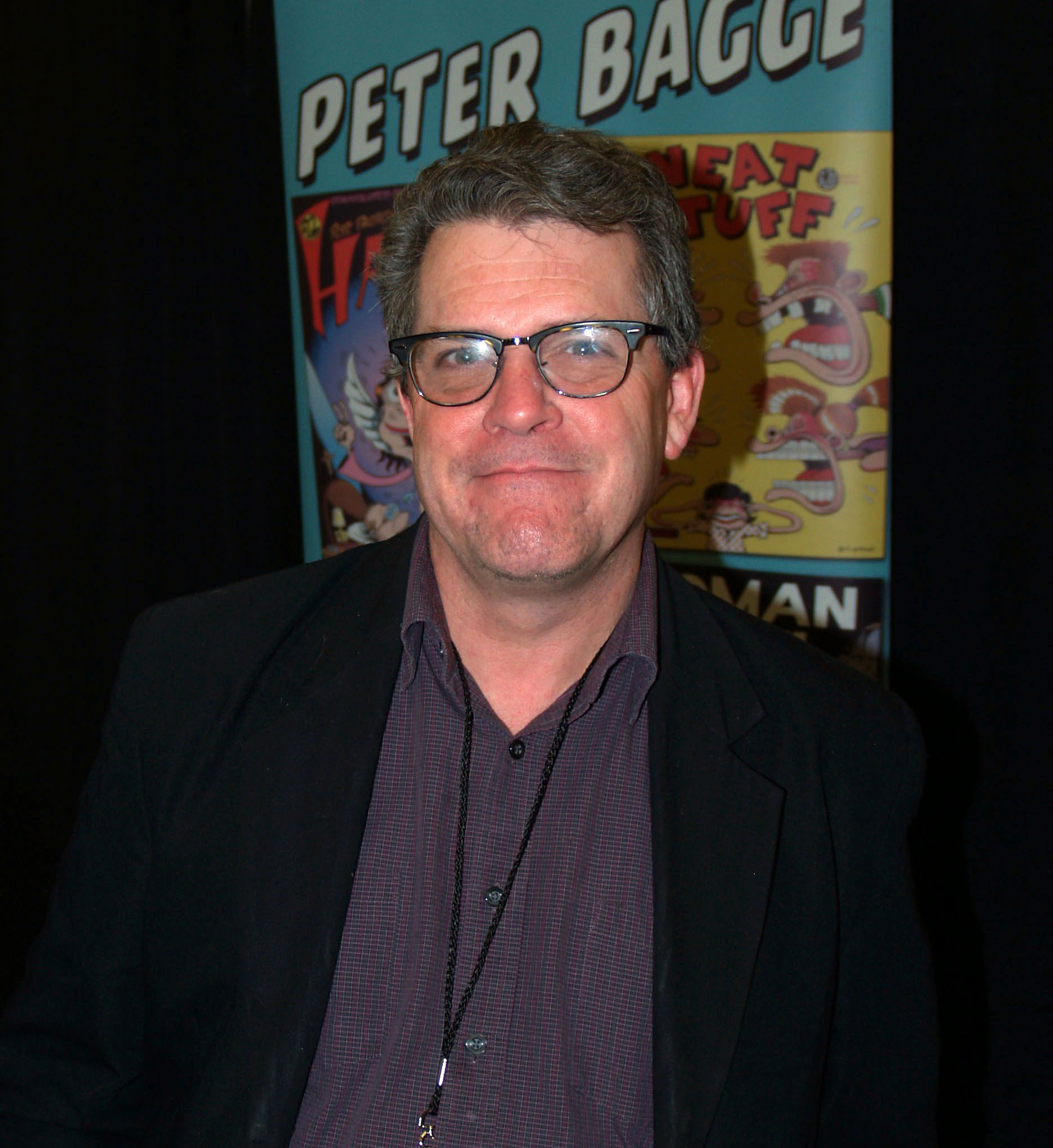
Peter Bagge em 2016 (Foto de Luigi Novi)

Peter Bagge (pronuncia - se /bág/) é um desenhista de quadrinhos norte-americano. Nascido em 1957 em Peekskill, Nova Iorque, desenha comics baseados no humor irreverente, sobre a classe média americana. Publicou por anos a revista de quadrinho independente Hate.
Na décade de 1980, trabalhou com Robert Crumb em uma revista de antologias denominada Weirdo. Também foi responsável pela ilustração de capas e posters de artistas e bandas como a grunge Tad, da gravadora Sub Pop.
Por seu trabalho em Hate foi indicado ao Eisner Award em 1992 e 1993 na categoria "Melhor Escritor" e em 1995 na categoria "Melhor Colorização".